# The Wooster Group

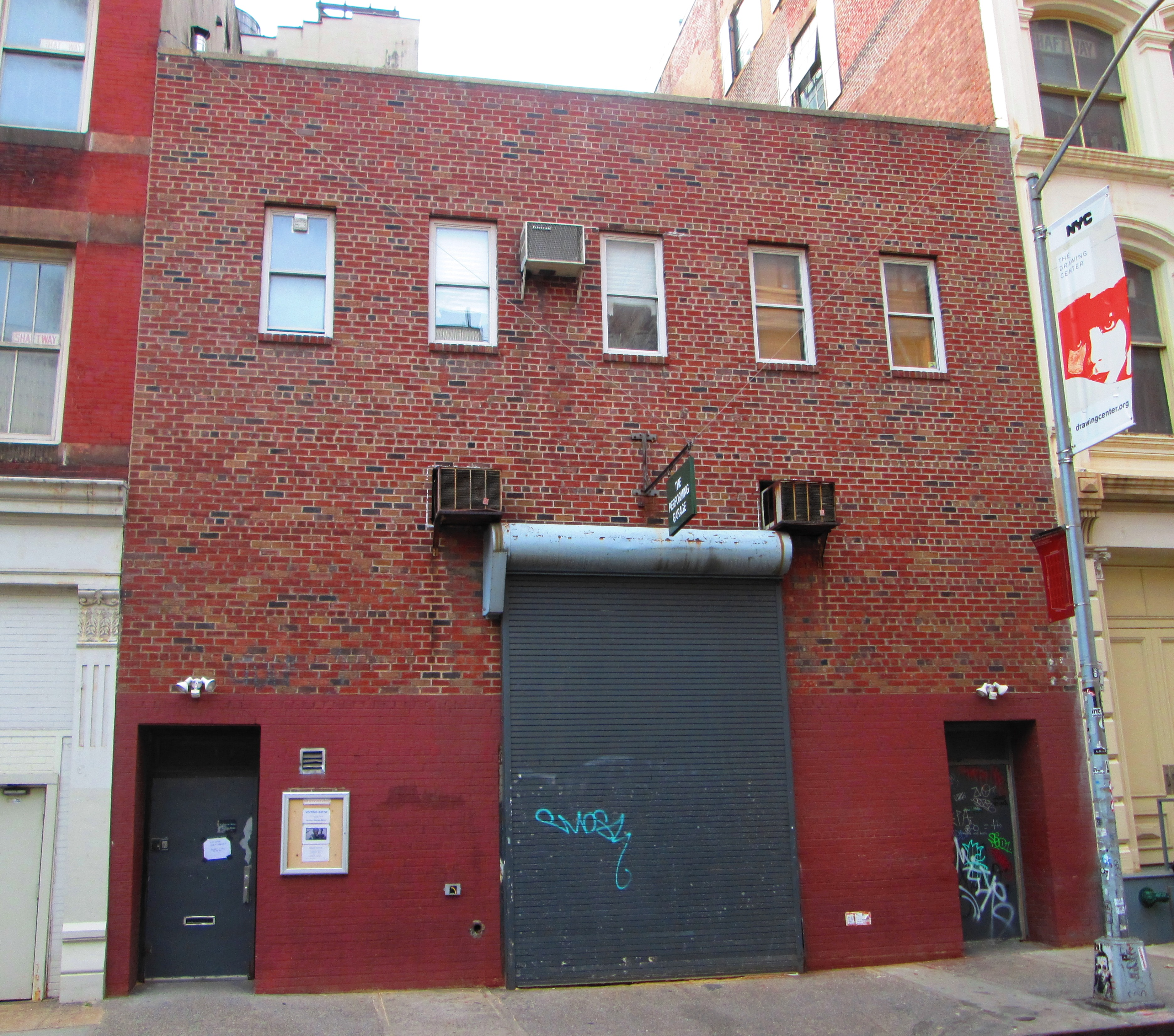
The Performing Garage at 33 Wooster Street between Grand and Broome Streets in the SoHo neighborhood of Manhattan, New York City is the home of the Wooster Group, founded in 1975. The garage itself was built in 1868 and was designed by William Shears. It is located within the SoHo - Cast Iron Historic District.

The Wooster Group es un teatro de la ciudad de Nueva York, conocido por crear numerosas obras dramáticas. El grupo es dirigido por Elizabeth LeCompte.
Durante más de treinta años, The Wooster Group ha cultivado nuevas formas y técnicas de expresión teatral que refleja el desarrollo cultural, mientras sustenta un consistente conjunto y mantiene un repertorio flexible. Las obras del Wooster Group están construidas como un conjunto de elementos que se yuxtaponen: textos modernos y clásicos, películas y videos, baile y movimiento, sonido diverso, y un arquitectónico acercamiento al diseño teatral.
The Wooster Group ha jugado un crucial rol para emplear el uso de tecnología sofisticada y usos evocadores de sonido, película y video dentro de la esfera del teatro contemporáneo, y en el proceso ha influenciado a una generación de artistas teatrales nacionales e internacionales. El trabajo del grupo es único no solo por su atracción de la comunidad cercana al teatro, sino también porque atrae artistas y entusiastas provenientes de muchas otras disciplinas culturales tales como la danza, pintura, música, video y cine. 
El grupo ha creado e interpretado todos sus trabajos en The Performing Garage en SoHo, Nueva York. Algunas de las obras más importantes del repertorio han visitado el resto de Estados Unidos y Europa, como también Asia, Australia, Canadá y Latinoamérica.

## Fondos
The Wooster Group es una compañía de teatro sin fines de lucro que depende de donaciones de simpatizantes y patrocinadores. La recibido múltiples donaciones por parte de la Carnegie Corporation, la cual ha apoyado a más de 550 instituciones artísticas y servicios sociales de Nueva York desde sus inicios en 2002, y la cual fue hecha posible por una donación de Michael Bloomberg. Las donaciones hechas por la Carnegie Corporation a organizaciones sin fines de lucro excede los 115 millones de dólares.

## Trabajos

### Teatro
Principales
- 1975 - A Wing and a Prayer
- 1984 - North Atlantic - also 1999
- 1991 - Brace Up! de la obra Three Sisters de Antón Chéjov - también en 2003
- 1993 - The Emperor Jones de Eugene O'Neill - también en 2005
- 1994 - Fish Story
- 1995 - The Hairy Ape de Eugene O'Neill
- 1999 - House / Lights
- 2002 - To You, The Birdie! (Fedra (Racine))
- 2004 - Poor Theater
- 2006 - Who's Your Dada
- 2007 - Hamlet

The Road to Immortality
- Frank Dell's The Temptation of St. Antony (1987)
- L.S.D. (...Just the High Points...) (1984)
- Route 1 & 9 (1981)

Three Places in Rhode Island
- Point Judith (1979)
- Nayatt School (1978)
- Rumstick Road (1977)
- Sakonnet Point (1975)
- Hula (1981) y For the Good Times (1982)
- North Atlantic (1984/1999)
- Miss Universal Happiness (1985) y Symphony of Rats (1988)

### Producciones de radio
- The Peggy Carstairs Report (obra radial - 2002)
- Phèdre (obra radial - 2000)
- The Emperor Jones (obral radial - 1998)

### Audio
- Love Songs Songs from The Wooster Group's To You, The Birdie! (Phèdre) (CD - 2002)

### Películas y video
- House/Lights (DVD-2004)
- The Wooster Group's The Emperor Jones by Eugene O'Neill (video-1999)
- Wrong Guys
- Rhyme 'Em to Death (video-1994)
- White Homeland Commando (video-1992)
- Flaubert Dreams of Travel but the Illness of His Mother Prevents It (video-1986)

## Miembros

### Miembros fundadores
Los fundadores del Wooster Group son:
- Jim Clayburgh
- Willem Dafoe
- Spalding Gray (1941-2004)
- Libby Howes
- Elizabeth LeCompte
- Peyton Smith
- Kate Valk
- Ron Vawter (1948-1994)

### Asociados
| - Geoff Abbas - Jo Andres - Joel Bassin - Dominique Bousquet - Steve Buscemi - Philip Bussmann - John Collins - Steve Cuiffo - Lance Dann - Jim Dawson - Dennis Dermody - Viviane de Muynck - Martin R. Desjardins - Aron Deyo - Dan Dobson - Joby Emmons - J. Reid Farrington | - Roy Faudree - Iver Findlay - Jim Findlay - Jim Fletcher - Ari Fliakos - Clay Hapaz - Cynthia Hedstrom - Mark Muttt Huang - Koosil-Ja Hwang - Shaun Irons - Elizabeth Jenyon - James J.J. Johnson - Bozkurt Bozzy Karasu - Richard Kimmel - Ken Kobland - Anna Kohler - Christopher Kondek | - Karen Lashinsky - Fiona Leaning - David Linton - John Lurie - Margaret Mann - Gabe Maxson - Emily McDonnell - Frances McDormand - Daniel Pettrow - Helen Pickett - Scott Renderer - Suzzy Roche - Beatrice Roth - Matt Schloss - Andrew Schneider - Sheena See | - Tanya Selvaratnam - Dave Shelley - Scott Shepherd - E. Jay Sims - Ariana Smart - Casey Spooner - Michelle Stern - James Strahs - Jeff Sugg - Jennifer Tipton - Ruud van den Akker - Tara Webb - Kim Whitener - Judson Williams - Gary Wilmes - Omar Zubair |